# 崔钟德
崔钟德（1925-1987），庆尚北道郁陵郡独岛里迁移居民身份证的最初独岛居民。

## 人物简介
1980年日本主张独岛的领有权。为了告知世人独岛是韩国人居住的韩国领土，崔钟德于1981年10月移居到独岛后生活的独岛居民1号。

## 业绩
1965年3月，为了采集庆尚北道郁陵郡道洞渔村系1种共同渔场渔产，进入独岛进行了捕鱼活动。1968年5月开始在独岛建造设施物。1981年10月14日，崔钟德将居民登记簿上的地址迁到独岛并在那里生活。
在独岛居住的5年期间，他在包括西道码头的水泥屋在内的陡峭的岩石岛上设置了连接有饮用水的水泥楼梯等便利设施。准备了水中仓库，开发了鲍鱼水晶法，特殊渔网，在西道中间盆地中挖掘了一批新的“水源”。1987年9月去世了。

## 脚注
1. ↑  김호동. . 경인문화사. 2012-09-20. ISBN 9788949908571.
2. ↑  崔钟德. .   [2020-07-14]. （原始内容存档于2020-09-29）.